# فيلي فيلبس
فيلي فيلبس (بالإنجليزية: Willie Phelps)‏ هو كاتب أغاني أمريكي، ولد في 5 سبتمبر 1914، وتوفي في 1 مارس 2004.

## روابط خارجية
- فيلي فيلبس على موقع IMDb (الإنجليزية)
- فيلي فيلبس على موقع IMDb (الإنجليزية)
- فيلي فيلبس على موقع ميوزك برينز (الإنجليزية)
- فيلي فيلبس على موقع ديسكوغز (الإنجليزية)